# Episodi di Hill Street giorno e notte (sesta stagione)
La sesta stagione della serie televisiva Hill Street giorno e notte è stata trasmessa in anteprima negli Stati Uniti d'America dalla NBC tra il 26 settembre 1985 e il 3 aprile 1986.
| nº | Titolo originale            | Titolo italiano | Prima TV USA      | Prima TV Italia |
| -- | --------------------------- | --------------- | ----------------- | --------------- |
| 1  | Blues in the Night          |                 | 26 settembre 1985 |                 |
| 2  | Hacked to Pieces            |                 | 3 ottobre 1985    |                 |
| 3  | Seoul on Ice                |                 | 17 ottobre 1985   |                 |
| 4  | In the Belly of the Bus     |                 | 24 ottobre 1985   |                 |
| 5  | Somewhere Over the Rambo    |                 | 31 ottobre 1985   |                 |
| 6  | Oh, You Kid                 |                 | 7 novembre 1985   |                 |
| 7  | An Oy for an Oy             |                 | 14 novembre 1985  |                 |
| 8  | Fathers and Huns            |                 | 21 novembre 1985  |                 |
| 9  | What Are Friends For?       |                 | 5 dicembre 1985   |                 |
| 10 | The Virgin and the Turkey   |                 | 12 dicembre 1985  |                 |
| 11 | Two Easy Pieces             |                 | 9 gennaio 1986    |                 |
| 12 | Say It as It Plays          |                 | 16 gennaio 1986   |                 |
| 13 | Das Blues                   |                 | 23 gennaio 1986   |                 |
| 14 | Scales of Justice           |                 | 30 gennaio 1986   |                 |
| 15 | I Want My Hill Street Blues |                 | 6 febbraio 1986   |                 |
| 16 | Remembrance of Hits Past    |                 | 13 febbraio 1986  |                 |
| 17 | Larry of Arabia             |                 | 27 febbraio 1986  |                 |
| 18 | Iced Coffey                 |                 | 6 marzo 1986      |                 |
| 19 | Jagga the Hunk              |                 | 13 marzo 1986     |                 |
| 20 | Look Homeward, Ninja        |                 | 20 marzo 1986     |                 |
| 21 | Slum Enchanted Evening      |                 | 27 marzo 1986     |                 |
| 22 | Come and Get It             |                 | 3 aprile 1986     |                 |